# Gustave de La Fare-Alais

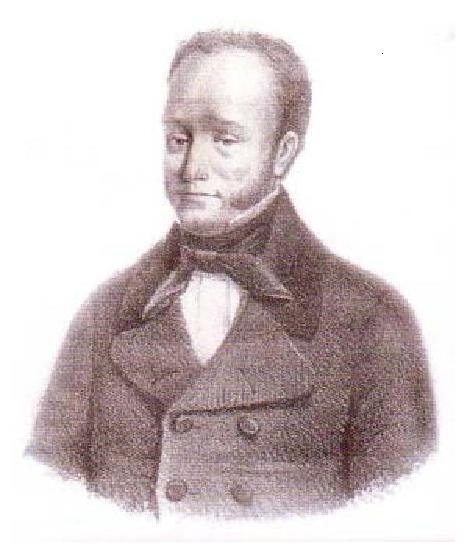
Marquis de La Fare-Alais

Gustave de La Fare-Alais (* 16. November 1791 in Saint-Martin-de-Valgalgues; † 22. Januar 1846 ebenda) war ein französischer Dichter okzitanischer Sprache.

## Leben und Werk
Der Marquis Gustave de La Fare-Alais wurde 1791 im Schloss Lacoste in Saint-Martin-de-Valgalgues bei Alès geboren. Er gehörte zur Adelsfamilie La Fare und deren Zweig La Fare-Alais oder La Fare-Alès (weil die Stadt Alès ihren Namen von 1694 bis 1926 „Alais“ schrieb). Als sich der Militärberuf für ihn aus Gesundheitsgründen verschloss, studierte er Rechtswissenschaft, engagierte sich in der Stadtverwaltung und wandte sich der Dichtung zu. Als Sprache wählte er (auf Rat von Jean Reboul) das heimatliche Okzitanisch, das er als Nationalsprache des Südens und als Sprache der Freiheit verstand. Damit wurde er zum Wegbereiter des Félibrige. Er starb auf seinem Schloss im Alter von 54 Jahren.
In Alès trägt die Rue Lafare-Alais seinen Namen. Die ihm 1889 in seiner Heimatstadt errichtete Büste wurde nach 1940 eingeschmolzen.

## Werke (Auswahl)
- Las Castagnados. P. Veirun, Alais 1844. 1851. (« Kastanienzeit », Dichtung)
  - Hrsg. Paul Fabre. Centre d’études occitanes, Montpellier 1970.
  - Hrsg. Jòrdi Peladan. Nîmes 1997. (zweisprachig)
- (1851) Lo mond fantastic. Hrsg. Jòrdi Peladan. Nîmes 1997.
- (1851) Lo país de l’autor. Hrsg. Jòrdi Peladan. Nîmes 2001.
- Pèças de circontanças. Hrsg. Jòrdi Peladan. Nîmes 2004.